# Cuanalá, Juan C. Bonilla
Cuanalá är en kommunhuvudort i Mexiko.   Den ligger i kommunen Juan C. Bonilla och delstaten Puebla, i den sydöstra delen av landet, 90 km öster om huvudstaden Mexico City. Cuanalá ligger 2 187 meter över havet och antalet invånare är 5 230.
Terrängen runt Cuanalá är en högslätt. Runt Cuanalá är det mycket tätbefolkat, med 1 573 invånare per kvadratkilometer. Närmaste större samhälle är Puebla de Zaragoza, 15,3 km sydost om Cuanalá. Omgivningarna runt Cuanalá är en mosaik av jordbruksmark och naturlig växtlighet.